# A piros ruhás nő (regény)
A piros ruhás nő Schöpflin Aladár regénye, „legelső s leglüktetőbb regénye”. Először a Nyugat 1919-es évfolyamában jelent meg folytatásokban. Könyv alakban először a Franklin Társulat jelentette meg 1921-ben, majd a Magyar Elbeszélők sorozatban a Szépirodalmi Könyvkiadó is 1975-ben.
A regény az első világháború végén készült. „Schöpflin még egy utolsó búcsúpillantást vetett az összeomlott régi Magyarországra: meséje valamikor 1908 után és 1914 előtt játszódott, a békeévek utolsó korszakában.”

## Cselekménye
A regény témája egy művészlélek eszmélése, magára találása. Főszereplője a kisváros polgári, fojtó környezetében egy nyáron művészi erejének önérzetére ébred.
Vaymár Sándor, a fiatal rajztanár Budapesten végezte képzőművészeti tanulmányait, de látszólag már lemondott művészi álmairól. Most szülővárosa líceumában tanít és beházasodott a kisváros egyik polgári családjába. A nyári szünetben, kedvére festegetve, találkozik Baltazár Ilonával, egy fiatal elvált asszonnyal, akit szintén nyomaszt a vidéki környezet, a rá leselkedő pletyka és a kilátástalan jövő. Benne is él művészi érzék és a zene szeretete. Vaymár tanácsokkal igyekszik segíteni őt, hogy túltegye magát az akadályokon és felszabadítsa alkotóerejét. Addig kínálgatja a lelkéből eredő tanácsait, míg azok felszínre hozzák saját eltemetett álmait, újraéled benne a művészlét iránti elnyomott vágy. A kölcsönös megértésből szerelem lesz. Szakítani kellene megunt, érzéketlen feleségével, Molitor Vilmával és az egész kisvárosi társasággal, hogy elutazva új életet kezdjen Ilonával. Vaymár azonban megtorpan. A vidám és okos anyós, Molitorné közbelépésére van szükség.
A kép, melyet a festő Ilonáról, az ő piros ruhája színfoltjáról fest, és amelyben művészete először nyilatkozik meg teljes erejében, egyik középpontja az eseményeknek. A regény fő érdeme a két főalaknak, a festőnek és a szeretett nőnek pontos lélekrajza. Az író egy pillanatra sem téveszti őket szem elől. A fülledt hallgatások, a kikerült családi viták, az egyforma, mégis halmozódó gyötrelmek rajza hű és eleven. A kisvárosi környezet rajza az ellentét erejével fokozza a belső küzdelem feszültségét. 

## Értékelések
- Gyergyai Albert a Nyugatban így értelmezte a regényt: „Egyrészt a meg nem értett asszony, másrészt a vergődő művészlélek története, csakhogy a hősnő igen higgadt, jóvérű vidéki úrihölgy, akinek minden regényessége a közepesnél jobb zongorázásában, kissé feltűnő ruháiban s elvált állapotában rejlik, a hős pedig törekvő, bár kissé erélytelen rajztanár, akit fojtó környezete, szerelme s családi viszályai egészen az öngyilkosságig űznek, de aztán elül minden vihar, győz az élet jobb belátása, és győz a jó Molitorné, ennek az életfelfogásnak rokonszenves szimbóluma.”

- Fülöp László irodalomtörténész értékelése: „A piros ruhás nő egyszerre művészregény, a férfi-nő probléma megjelenítése és kisvárosregény is, a századelő magyar kisvárosábrázolásai közé iktatható mű. Mindhárom témaköréről tud érdekeset és eredetit mondani, ugyanakkor egyiket sem képes olyan szemléleti újszerűséggel és epikus erővel ábrázolni, hogy a regényt a korszak élvonalbeli eredményei között tarthatnánk számon.”

- Széchenyi Ágnes szerint „a tehetségben való kételkedés, a kitörni akarás és a kisvárosi bezártság, a konvenciók jelentette rabság a regény (egyik) témája… A regény tétje: van-e bátorsága, ereje a festőnek visszajutni tanulmányai helyszínére, a fővárosba, hogy a művészeti életben kipróbálja magát.”[3]